# Willis Eugene Lamb
Willis Eugene Lamb (Los Ángeles, 12 de julio de 1913, Tucson, Arizona, 15 de mayo de 2008) fue un físico que ganó el Premio Nobel de Física en 1955 por su descubrimiento de la estructura fina del espectro del hidrógeno e ideó un método para determinar la frecuencia de las transiciones atómicas y moleculares. Sus investigaciones le valieron el premio Nobel de física en 1955, que compartió con P. Kusch. Lamb y Kusch realizaron estudios parecidos sobre el electromagnetismo del electrón, estableciendo Lamb el llamado efecto Lamb.
Con Murray Sargent y Marlan Scully, Lamb escribió uno de los primeros libros sobre la física del láser. Hacia el final de su carrera, Lamb criticó abiertamente varias de las tendencias alternativas en el campo de interpretaciones de la mecánica cuántica.  También fue enfático en criticar el uso del concepto de "partícula" para referirse al fotón.

## Biografía
Nació en Los Ángeles, California, en 1913. Hijo de un ingeniero telefónico de Minessota y de una mujer de Nebraska. Estudió en escuelas públicas de Los Ángeles y Oakland, y en 1930 entró en la Universidad de California, en Berkeley, donde se doctoró en 1938 bajo la supervisión de Robert Oppenheimer. Desarrolló su carrera en Stanford, Yale, Oxford y Arizona.